# Geheime basis
Geheime basis (Frans: Cap Zéro) is het zevende album uit de Franco-Belgische strip Tanguy en Laverdure van Jean-Michel Charlier (scenario) en Albert Uderzo (tekening).
Het verhaal verscheen in voorpublicatie in het Franse stripblad Pilote van 3 december 1964 (nummer 267) tot en met 16 september 1965 (nummer 308). In 1967 werd het verhaal in albumvorm uitgegeven bij Dargaud. In het Nederlands verscheen het verhaal in het stripblad Pep van nummer 47 in 1968 tot nummer 16 in 1969. In 1970 werd het album in het Nederlands uitgegeven door Lombard.
Het is het tweede deel in een tweeluik dat de afloop is van Gevaar op Groenland.  

## Het verhaal
Ernest wordt naar het eiland Upsa gehaald om daar de Mirage III E na te kijken. Om nieuwsgierigen weg te houden daar laat men uitschijnen dat hij enkele honderden kilometers verderop gestrand is. Zijn sjaal wordt teruggevonden met enkele spullen en een handgeschreven briefje. Echter weigerde Laverdure om dat briefje zelf te schrijven. Michel kan niet geloven dat Ernest zover afgedreven is en denkt dat ze verkeerd zoeken. Hij vliegt vanuit Thuule naar Christianshavn om zelf alles te onderzoeken. Een eskimo heeft intussen de horloge van Laverdure gevonden en wil die verkopen in de ruil voor alcohol. De cafébaas vertrouwt het niet en neemt hem mee naar de basis. Intussen is Michel daar aangekomen en ziet de spullen van Laverdure, maar zegt dat hij niet zijn handschrift is. Dan komt ook de cafébaas met de eskimo en het horloge. Dat is stil blijven staan een dag na de verdwijning van Laverdure, wat het al snel doet besluiten dat hij nooit in de Mirage gezeten heeft maar dat dat iemand anders geweest moet zijn. Hij dringt 's avonds het huis van de bontjagers Tornsen en Laplanche in voor bewijs en ontdekt een lijst met geheime radiofrequenties. De bontjagers ontdekken dat er iemand binnen is geweest en brengen Upsa op de hoogte dat ze misschien ontdekt zijn. 
Michel wil zelf naar Upsa gaan maar om rustig rond te kijken is zijn Mirage te snel. Op aangeven van de Amerikaanse commandant gaat hij 50km verder op naar een pater die een klein vliegtuigje heeft. Samen met een eskimo en sledehonden gaat hij op pad, maar dat is buiten Tornsen en Laplanche gerekend die met hun vliegtuig de achtervolging inzetten. Boven een bevroren meer, waar de slede over trekt, gooien ze granaten, Michel kan met zijn geweer Tornsen raken waardoor het vliegtuig onbestuurbaar wordt en neerstort. Michel zakt door het ijs, maar kan zich aan een husky vasthouden, die hem op het droge trekt. De eskimo redt hem door hem droge kleren aan te trekken van het neergestorte vliegtuig. 
Met het vliegtuig van de pater vliegt hij naar Upsa. Laverdure kan zich net bevrijden en wil Tanguy duidelijk maken dat hij niet moet landen, maar die denkt net het tegenovergestelde en hij wordt net als zijn vriend gevangen genomen. Een groot vrachtvliegtuig is intussen op weg om de half gedemonteerde Mirage op te komen laden. Intussen vertrekken Mignot en Leroux met hun Mirages naar Upsa om hun strijdmakkers te bevrijden. Ze volgen het vrachtvliegtuig met alles aan bood en dreigen deze neer te halen, maar die zeggen dat ze Tanguy en Laverdure bij zich hebben waarop Mignot en Leroux niet durven te schieten. Als bewijs komt Laverdure aan de radio, maar die wil de Mirage beschermen en beveelt hen het vliegtuig neer te halen. Een raket raakt de vleugel van het vliegtuig waarop de bemanning met een parachute het vliegtuig uit springt. Tanguy en Laverdure nemen de controle over het vliegtuig over en slagen erin om het gehavende toestel tot in Christianshavn te brengen. Daar horen ze dat de bemanning van het vliegtuig de dood gevonden heeft in de zee en dat Svenson, die in het vorige verhaal en bom op het tankvliegtuig geplaatst had, zelfmoord gepleegd heeft nadat hij ontdekt is. Gina en Edgar zijn met de noorderzon verdwenen. 